# 王波 (圣战者)
王波（阿拉伯语：‎，羅馬化：Yūsuf al-Ṣīnī，直译：中国的优素福），中华人民共和国籍圣战者，曾参与第一次利比亚内战和叙利亚内战。

## 经历
其早年经历不详。2009年在印度尼西亚皈依伊斯兰教（其自称在互联网上阅读了穆斯林兄弟会领导者赛义德·库特布的著作后皈依了伊斯兰教），然后前往利比亚学习阿拉伯语。2011年利比亚内战爆发时，他正在利比亚的一家中国公司工作，他未遵从中国政府要求本国公民撤离利比亚的命令，他加入利比亚的反政府叛军投身于利比亚内战。当年3月18日在的黎波里的一场演说中，他公开谴责卡扎菲攻击班加西。在“新利比亚诞生”后，他前往叙利亚与巴沙尔·阿萨德的政府军作战。根据2013年3月17日上传自Youtube的视频显示，王波用汉语向中国政府发出警告，敦促其放弃对阿萨德的支持，否则“世界上所有的伊斯兰国家将联合起来对中国政府实施经济制裁”。后移居土耳其比莱吉克省。
2013年8月23日，其在经由土耳其的航班转机回北京的时候在土耳其失踪。大约于2013年8月底至9月上旬被土耳其遣返回中国。